# San Diego Gulls (1995–2006)
För andra betydelser, se San Diego Gulls (olika betydelser).
San Diego Gulls var ett amerikanskt professionellt ishockeylag som spelade i den amerikanska ishockeyligan ECHL mellan 2003 och 2006. De grundades dock 1995 för spel i West Coast Hockey League (WCHL) efter att IHL-laget med samma namn flyttades till Los Angeles i Kalifornien för att vara Los Angeles Ice Dogs. Gulls vann fem Taylor Cup, som var WCHL:s trofé till vinnarna av deras slutspel. 2003 blev WCHL fusionerad med East Coast Hockey League och blev ECHL. De spelade sina hemmamatcher i inomhusarenan Ipayone Center i San Diego. Laget hade samarbete med Mighty Ducks of Anaheim och Colorado Avalanche i National Hockey League (NHL). Gulls vann aldrig någon Kelly Cup, som är trofén till det lag som vinner ECHL:s slutspel.
Spelare som har spelat för dem är bland andra Curtis Brown, Dave Karpa och Cody McLeod.